# 傅德喜
傅德喜（1921年—1983年）祖籍福建漳州。印尼歸國華僑。1950年畢業於雅加達印尼醫科大學。後任泗水醫科大學外科教授。1960年歸國。先後任北京同仁醫院，宣武醫院外科醫師。1963年任北京宣武醫院外科副主任。中華僑聯，中華青聯委員。1965年當選中華青聯副主席。1983年在美國德州去世，享年62歲。